# یواس‌اس ومن (دی‌یی-۶۴۴)
یواس‌اس ومن (دی‌یی-۶۴۴) (به انگلیسی: USS Vammen (DE-644)) یک کشتی بود که طول آن ۳۰۶ فوت (۹۳ متر) بود. این کشتی در سال ۱۹۴۴ ساخته شد.